# Doorniksewijk
De Doorniksewijk is een straat en een wijk in de Belgische stad Kortrijk. De wijk bevindt zich ten zuiden van de historische binnenstad. Ze loopt van de Doorniksepoort naar de wijken Blauwe Poort en Walle.

## Geschiedenis

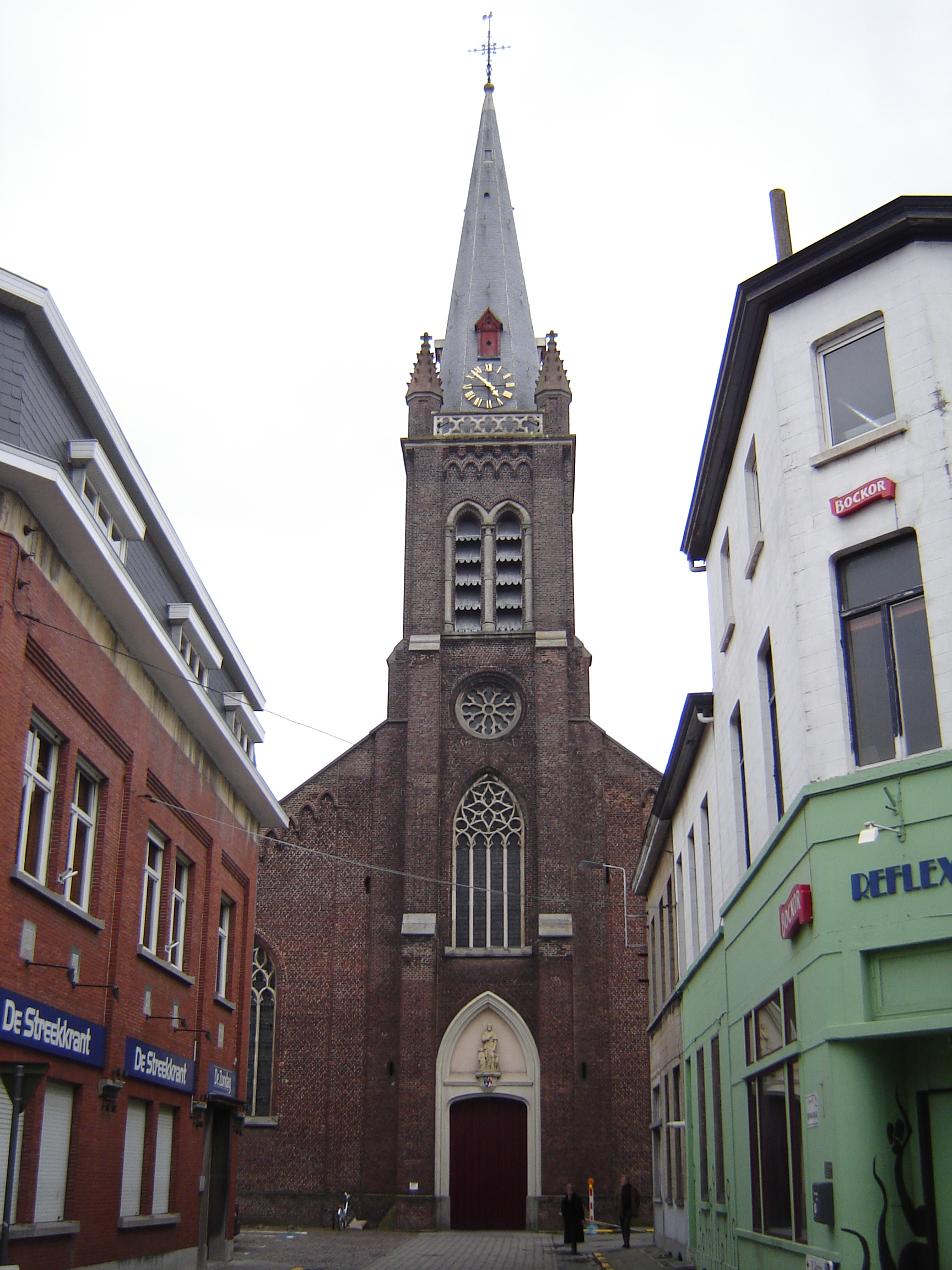
Voorgevel van de Sint-Rochuskerk in de Doorniksewijk

De Doorniksewijk, wat een letterlijke vertaling is van 'Faubourg de Tournai', ontwikkelde zich rond de commerciële as tussen de binnenstad van Kortrijk en Doornik. Vooral in de 19e eeuw groeide dit gebied uit tot een drukbevolkte wijk.
Centraal langsheen deze as werd in de 19e eeuw de Sint-Rochuskerk gebouwd. Deze kerk vormt op die manier een baken langsheen de noord-zuidas van de Doorniksewijk.
Vandaag is de Doorniksewijk een drukke verbindingsas tussen het centrum van de stad en het stadsdeel Hoog Kortrijk. Ook voor het openbaar vervoer vormt dit een belangrijke schakel in het Kortrijkse stadsbusnet: stadslijn 1, stadslijn 12 en stadslijn 13 doen de Doorniksewijk aan. Het gebiedt vormt een belangrijke commerciële wijk, met tal van zelfstandige winkels en enkele warenhuizen.